# 连发枪械

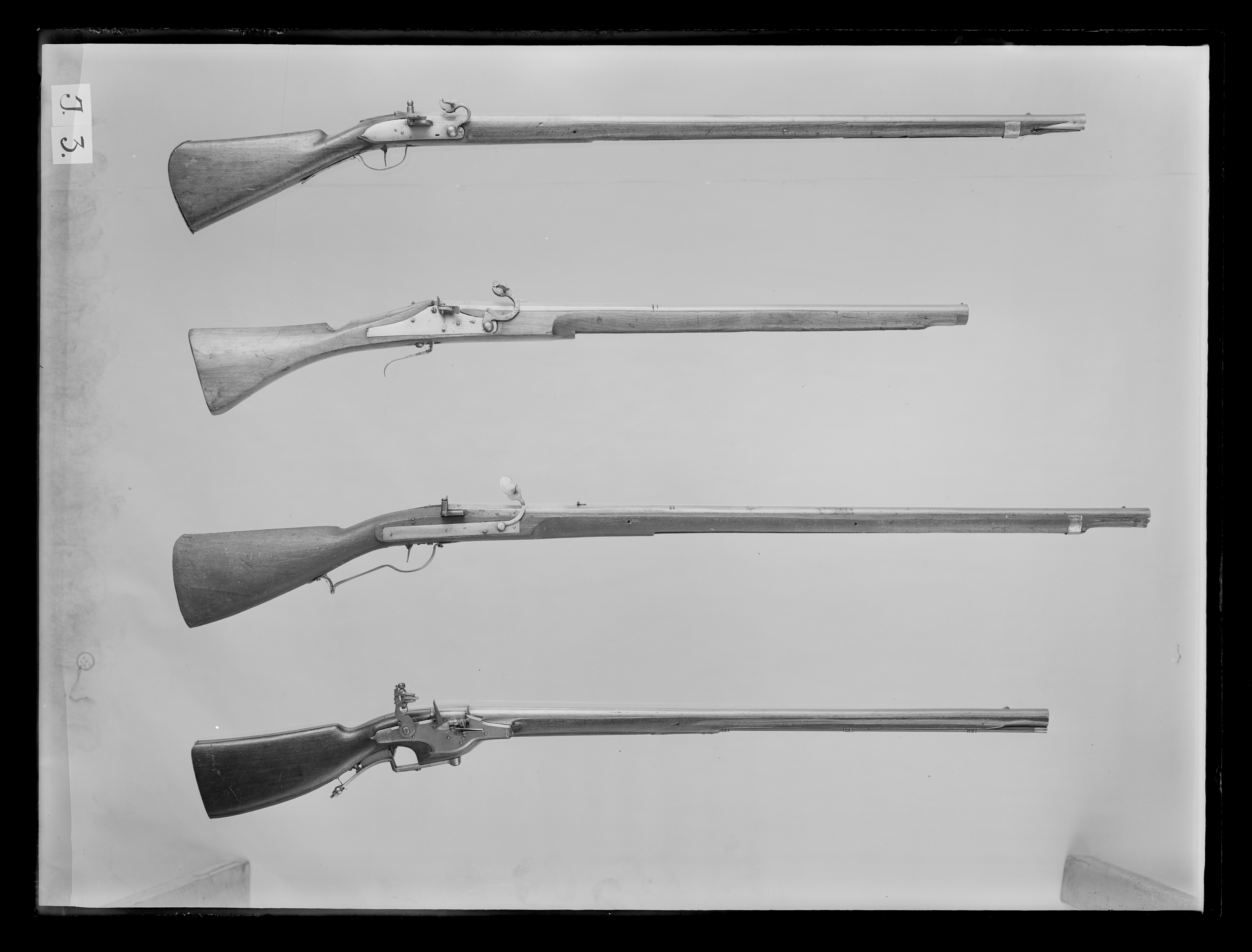
瑞典皇家军械库收藏的17世纪的卡尔特霍夫连发燧发枪

卡尔特霍夫连发枪的操作过程（动画展示）

连发枪械（英語：repeating firearm，又稱repeater）是任何单次手工装弹后可以连续射击多次的枪械。与最早出现的只能“装一发，打一发”的单发枪械不同，连发枪械能使用弹仓/弹匣、弹巢或弹链等蓄弹装置向枪内一次装填多发子弹，然后通过操作可动的枪机将枪内存储的子弹依次送入待发位置（即供弹，也称“上膛”，指子弹进入膛室内并与枪膛轴线对齐），继而做到在必须要换弹前能进行连续多次的射击。
德林加手枪、转管手枪、双管霰弹枪/复合枪、排放枪等多管枪械虽然也能一次装弹后发射多发子弹，但因为没有严格意义上的蓄弹装置和可动枪机，所以不能算是真正的连发枪械，只能算相当于多个单发枪管被绑合在一体。而类似加特林机枪的旋管枪械虽然不是单管枪械，但因为仍然使用弹匣/弹链和可动枪机，所以在严格意义上符合连发枪械的定义。
虽然在17世纪就有以意大利罗伦佐尼连发枪（fucile a ripetizione Lorenzóni）以及后续的丹麦卡尔特霍夫连发枪（Kalthoff repeater）、英国库克森连发枪（Cookson repeater）和清初戴梓连珠铳为代表的后装连发燧发枪被发明了出来，最早真正做到被广泛接受的连发火器是转轮手枪和杆动步枪，因为这些连发枪械的射速远远优于之前为主流的单发枪械。转轮手枪在1830年代被塞缪尔·柯尔特改进并申请专利后，很快在北美成为了极其受欢迎的随身兵器；杆动连发枪则在南北战争期间被联邦军骑兵部分使用，成为了最早被军队使用的连发步枪。半自动手枪则在1880年代被发明，并在约翰·勃朗宁和格奥尔格·鲁格等人改进后在20世纪初取代转轮手枪成为了主流的连发手枪。
最早被军队采用的连发枪械其实是一款意大利人在1779年设计的气枪——基然都尼气步枪（schioppo a vento Gilardoni），曾在1780～1815年间在奥地利陆军中服役，外号“风之枪”（德語：Windbüchse），也曾在刘易斯与克拉克远征中大显身手。这款气步枪也是最早使用管式弹仓的枪械之一。

## 种类

### 手动供弹
手动连发枪（manual repeater）需要使用者亲自用手施力做功才能操作枪机完成供弹和击发的过程。

#### 转轮式

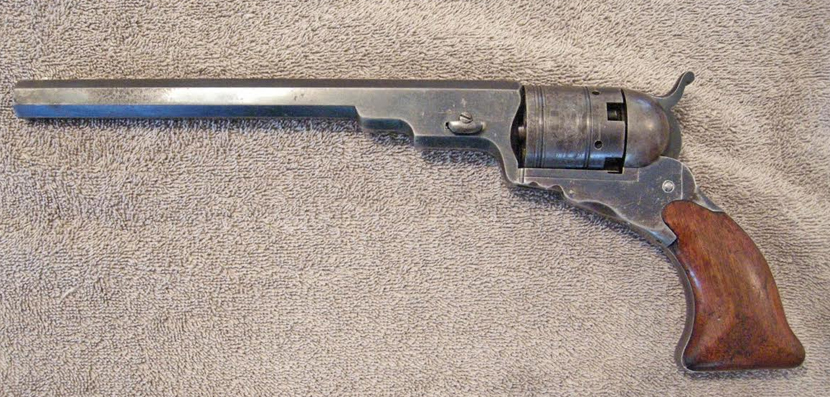
柯尔特帕特森5号转轮手枪

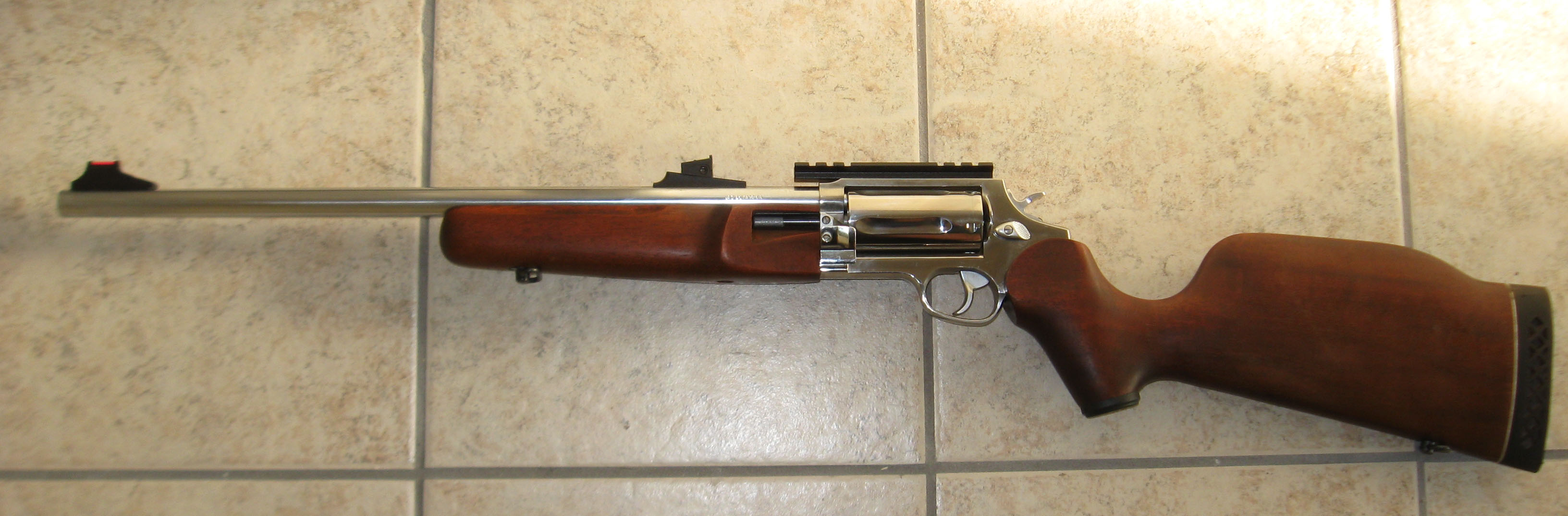
“巡回法官”转轮卡宾枪

虽然外号“胡椒盒”的转管枪（pepperbox gun）在19世纪初就已经盛行，转轮手枪（revolver）才是真正意义上的连发手枪。1836年2月25日，塞缪尔·柯尔特获得了一款后来命名为“柯尔特帕特森”（Colt Paterson）的转轮枪的专利批准（美國專利第X9,430I1号），使得他获得了到1857年前独家生产转轮手枪的垄断权。柯尔特的转轮手枪是第一款真正实用的连发武器，得到了包括军队在内的各色人等的青睐，使其后续产品得到了一个很有讽刺性的外号“和平捍卫者”。
有些长管枪械也曾使用转轮式枪机，但是因为在抵肩射击时弹巢前方的缝隙释放出的高温气体和火花常常会灼伤使用者的脸，所以很快就淡出了历史舞台。

#### 杆动式

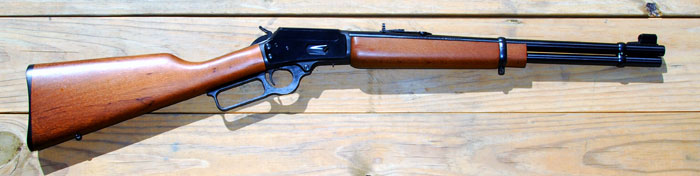
.357麥格農口径的马林1894型杆动卡宾枪

杆动式枪机（lever-action）使用枪体下方（通常整合了扳机护圈）的一根可以向前折动的扳杆来驱动枪栓的往返运作，常常使用枪管下方的管式弹仓，虽然一些现代设计的型号也可以使用盒式弹匣。最早被批量使用的杆动式枪械是斯宾塞步枪（Spencer rifle），在南北战争和后来的北美印第安战争服役于美国联邦骑兵。而后来出现的温彻斯特步枪更是获得了“赢得西部之枪”的美誉。
有一款杆动式枪机设计被和气动式结合起来变成全自动武器，这就是外号“马铃薯挖掘机”（potato digger）的M1895柯尔特－勃朗宁机枪。

#### 泵动式

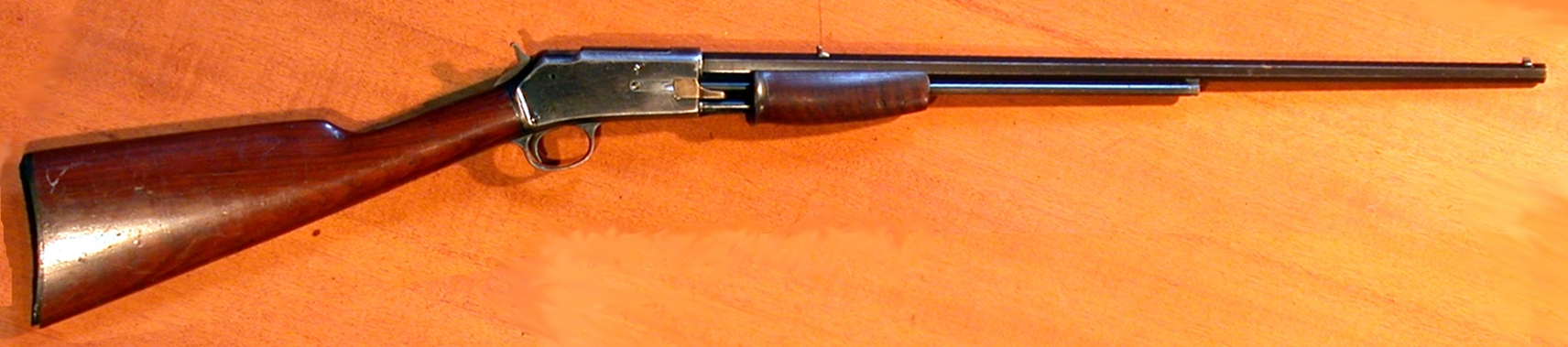
.22 LR口径的柯尔特“闪电”泵动卡宾枪

泵动式枪机（pump-action）也称滑动式枪机（slide-action），用手前后往返拉推前托的滑动护木来带动枪栓运作。泵动式枪械通常使用平行于枪管下方的管式弹仓，但少数型号也会使用可拆的盒式弹匣。现今大部分泵动枪械都是霰弹枪（比如著名的雷明顿870型和莫斯伯格500型），少数型号是步枪和榴彈發射器。泵动式的优势是操作较为简单、射速较快，而且可以随时向弹仓内填弹。

#### 栓动式

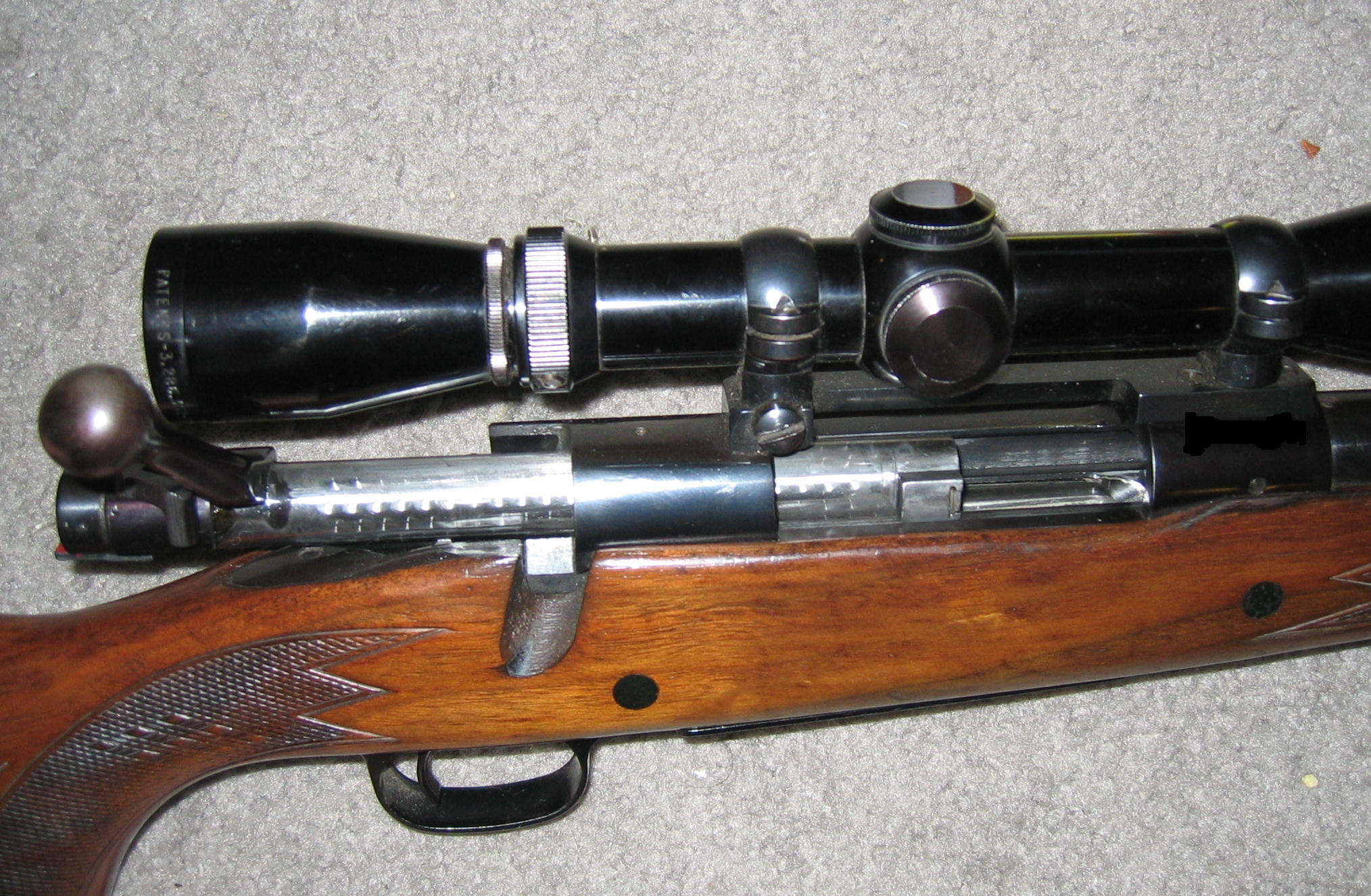
温彻斯特70型栓动步枪

栓动式枪机（bolt-action）通过直接抓握枪栓上的一个栓把（bolt handle）来操作枪机。绝大多数栓动式枪械都属于旋转后拉式，也就是在后拉枪栓之前必须要将栓把向上扳转才能解锁，而前推枪栓后必须将栓把向下扳压完成锁定才能击发。旋转后拉式枪械主要分毛瑟（Mauser）、李-恩菲尔德（Lee-Enfield）和莫辛-纳甘（Mosin-Nagant）三大流派，其中毛瑟式是现代栓动步枪的主流。
除此之外，还有一类直拉式（straight-pull）栓动枪机，不需要旋转扳动栓把而是使用其它复杂的栓头设计来完成枪栓的解锁/锁定，使用者只需要前后扳拉枪栓就可以连续射击。这类直拉式枪械的代表型号是曼利夏1895型、K31、布拉塞尔R93/R8、VKS等。

### 自动供弹
自动供弹枪械（self-loading firearm或autoloading firearm）可以将子弹的推进药燃烧时释放的多余能量回收并且用来驱动枪栓的往复运动，来达到供弹以及击锤/击铁的压扣。如果枪械的供弹和击发都能自动循环（使用者除了扣住扳机以外不需要任何额外动作），就称为全自动枪械；如果枪械能够自动供弹但不会自动击发（需要使用者手动按压/重置扳机），就称为半自动枪械。

#### 反冲式

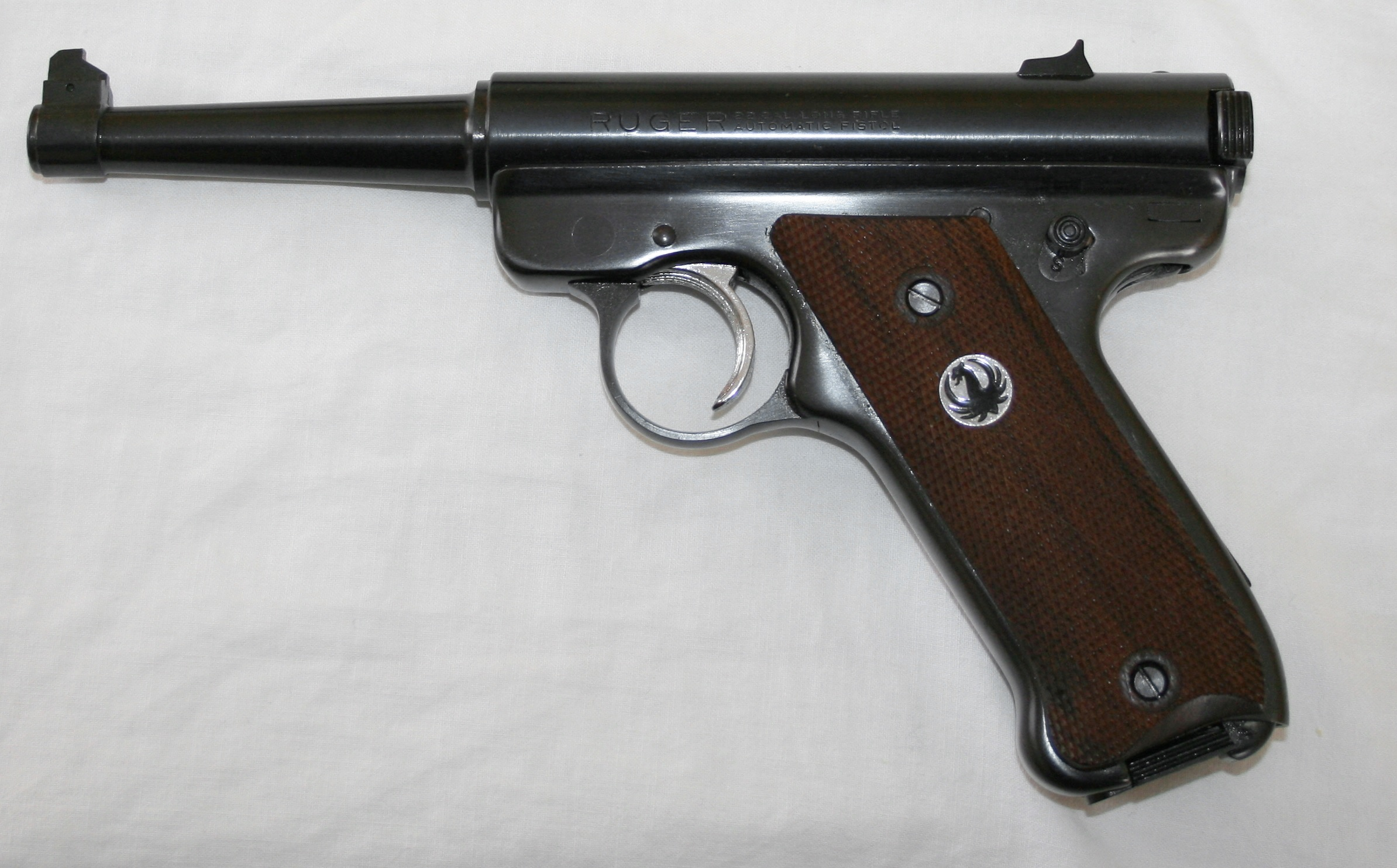
儒格标准型（Mk I）

反冲式（blowback operation）枪械的枪栓在射击时并不会锁固，甚至有时还没有完成向前的动量，一次来达到枪管后膛开放的延迟；其它延迟后膛开放的方式是用滾輪、杠杆、连杆、环槽等设计来增加枪栓开始后移前所需要克服的阻力。反冲式枪机结构简单而且成本较低，但是缺点是无法应对很高的膛压反冲，因此通常只会使用在机关手枪、冲锋枪、凸缘底火枪械和威力稍小的小口径步枪（比如FAMAS突击步枪）上。

#### 前冲式

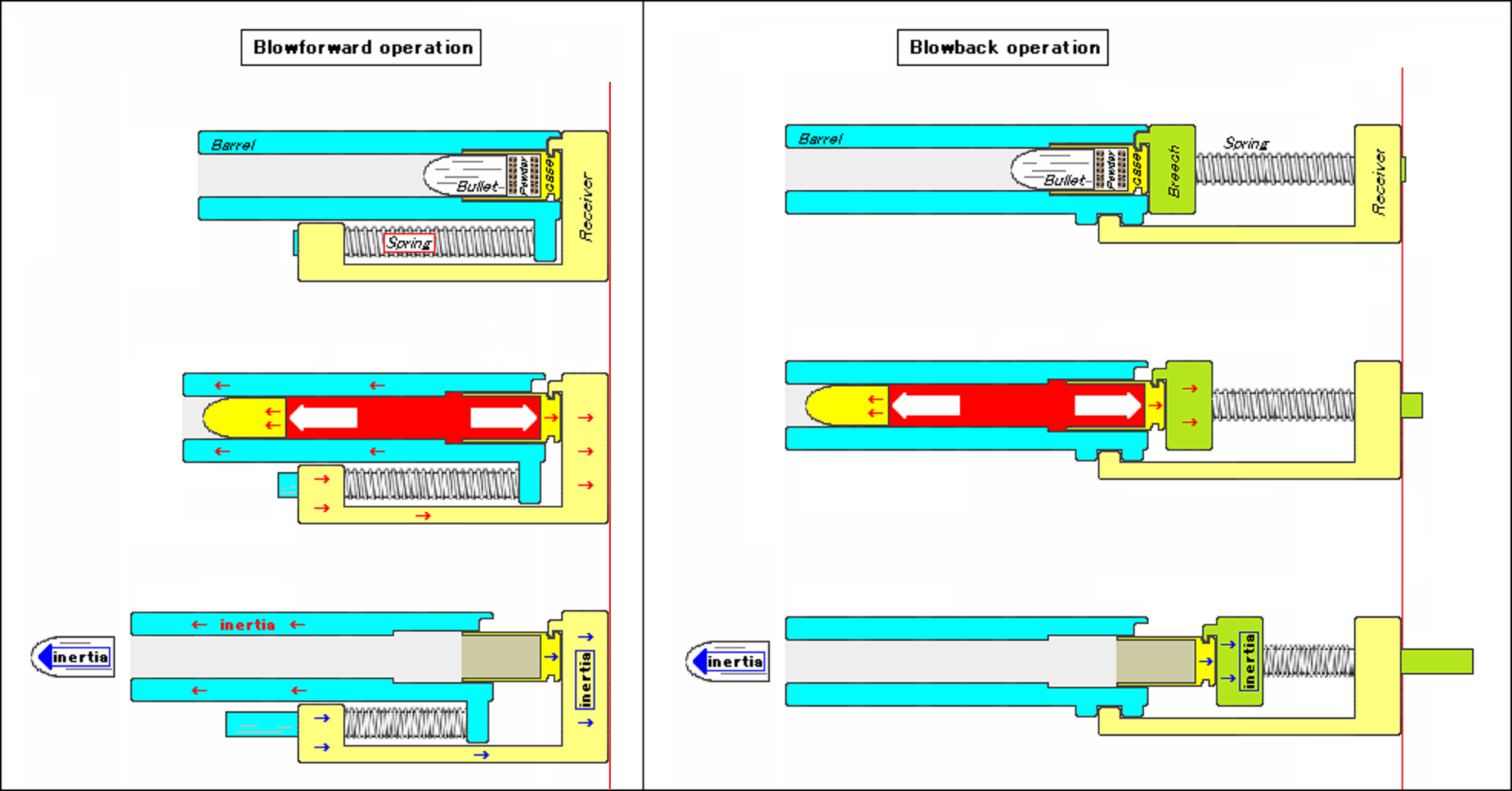
前冲式（左）和反冲式（右）的对比

前冲式（blow-forward）枪械的枪栓是固定的，但枪管是可滑动的，在射击时利用弹头在枪膛中向前加速时产生的摩擦力和膛压的反推将枪管向前驱动，使得枪管和枪栓分离并且打开后膛。这种设计与反冲式正好相反，但活动部件很少，而且在同等枪管长度下整枪尺寸更紧凑，但因为接受后坐的部件质量更小而向前运作的部件（枪管＋弹头）质量增加，前冲式枪械的后坐力也更加明显。此类枪械的代表型号有Pancor“气锤”、丰和96式和HIW VSK卡宾枪等。

#### 后坐式

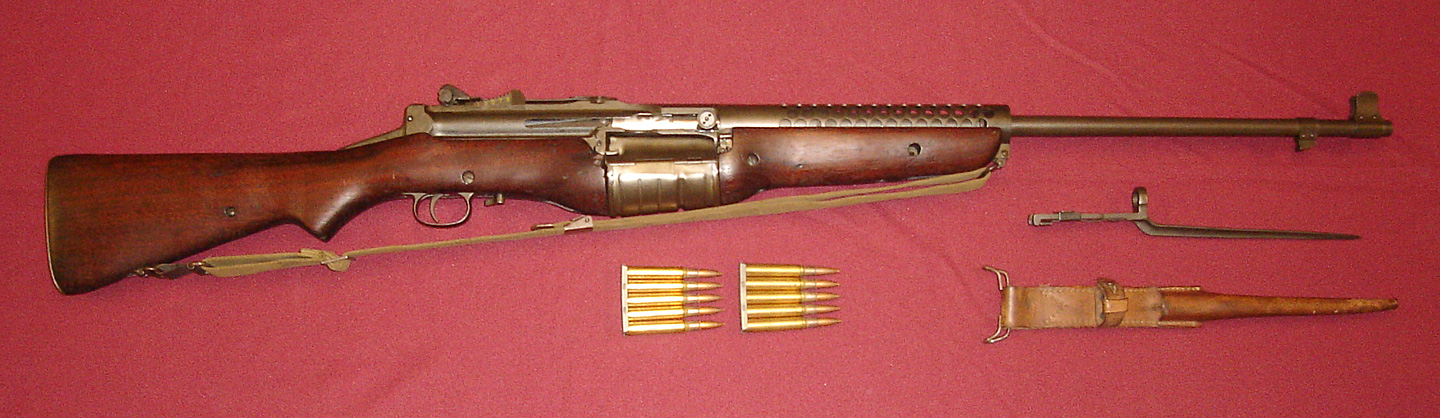
M1941半自动步枪

后坐式（recoil operation）枪械在射击时枪管和枪机通过一个闭锁机构牢牢地闭合在一起，在后坐力的作用下共同向后移动一段距离后闭锁才会解开让枪管和枪机分离。后坐式枪机主要分为短后坐行程（short recoil）、长后坐行程（long recoil）和惯性驱动（inertia-driven）三类。短后坐行程式是半自动手枪的主流设计，而后两者主要用于半自动霰弹枪和少数几种半自动步枪。

#### 气动式

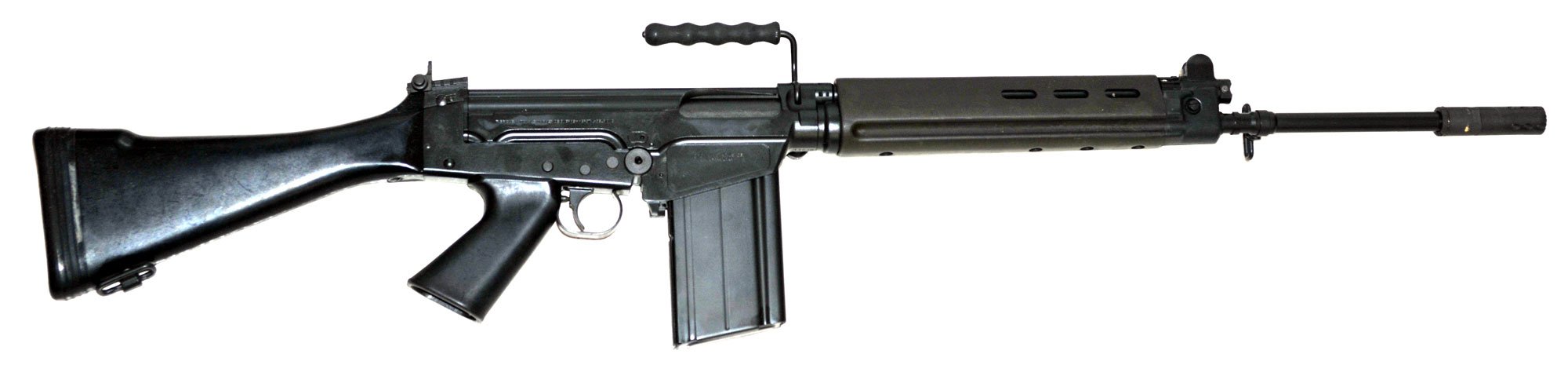
FN FAL自动步枪

气动式（gas-operation）枪械的枪管会有一个开孔，通过一个导气管将弹头后方的高压推进气体部分回引到枪机内去驱动枪栓的解锁和后移。绝大多数现代自动供弹枪械都使用气动式结构，有些枪械还可以调节导气管的通气量以便适应不同的弹药威力和射击模式变化（比如选射枪械）。根据气体作用的位置，气动式枪机主要分为直喷式（direct impingement）和活塞式（piston）两类，其中活塞式又进一步分为短行程（short-stroke）和长行程（long-stroke）两种。

### 旋管枪械

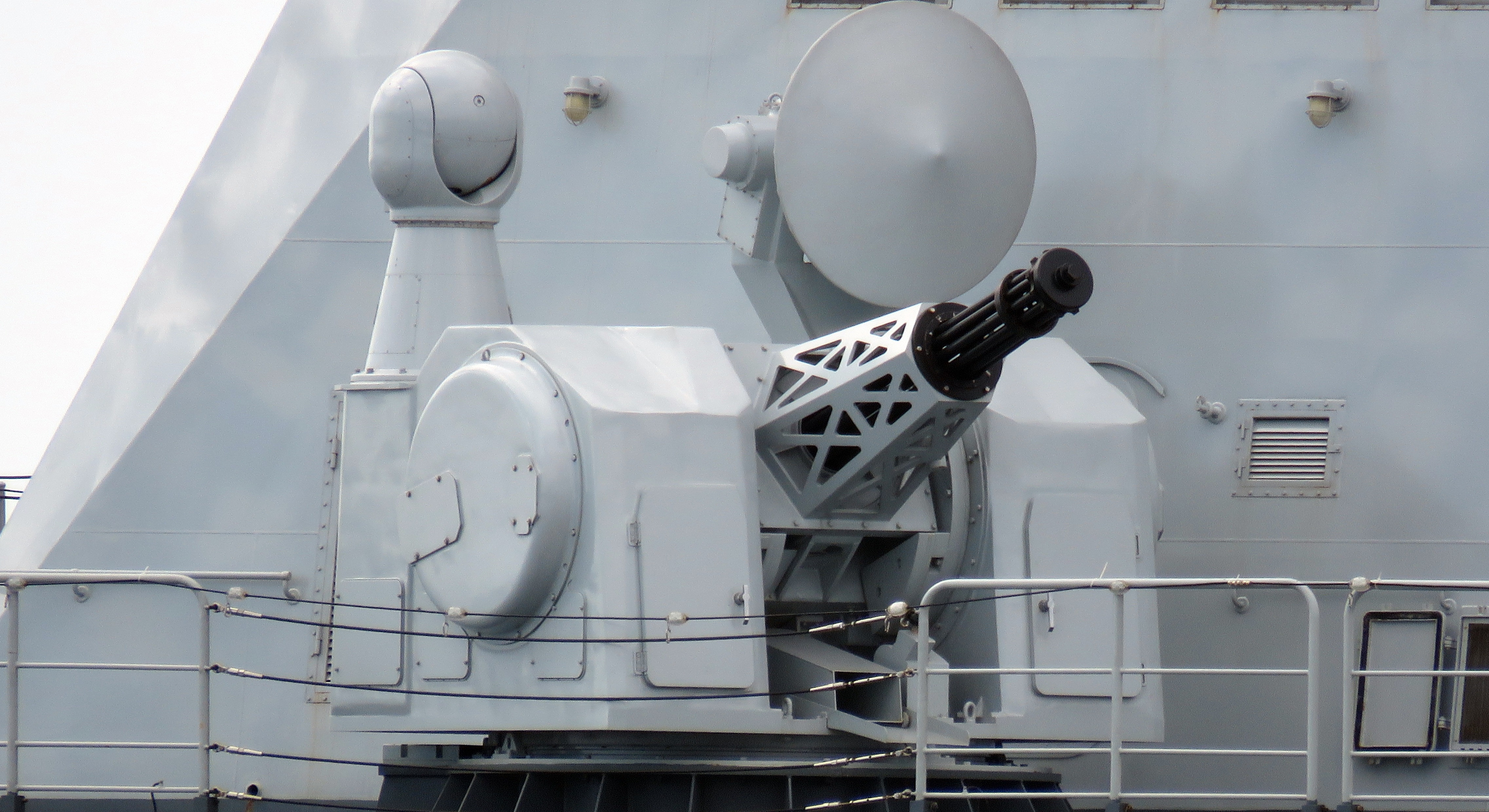
装配在中国海军“邯郸”舰上的旋转七管H/PJ-12型近防炮

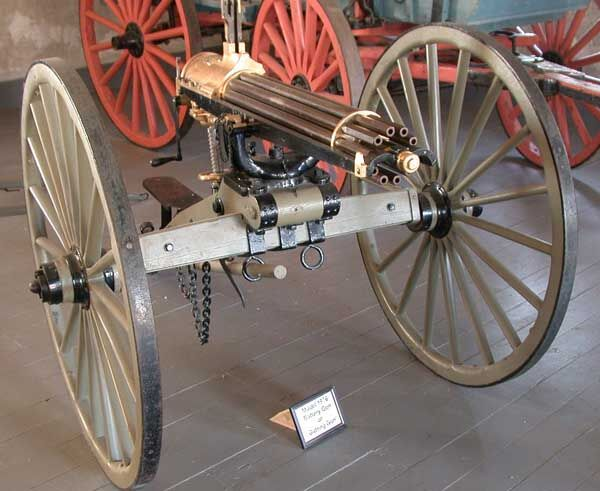
在美国怀俄明州拉勒米堡国家历史遗址展示的1876年版加特林机枪

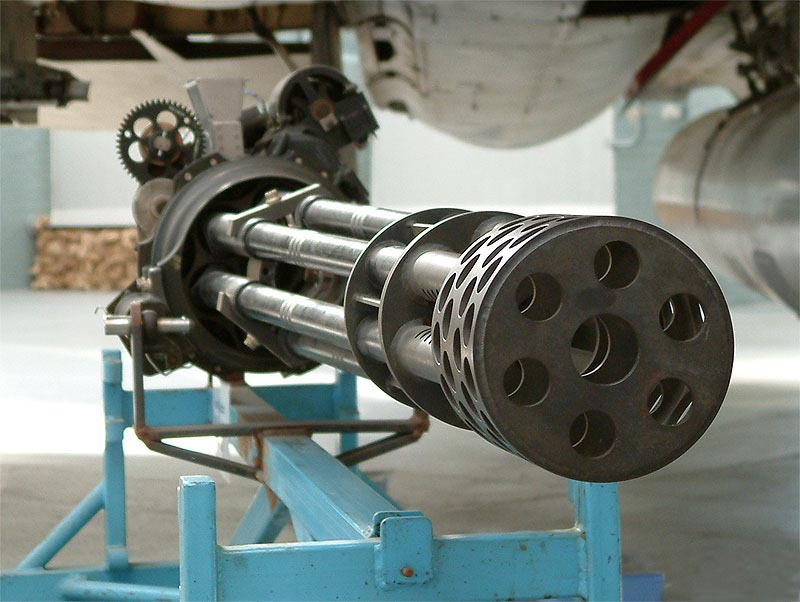
M61火神式机炮

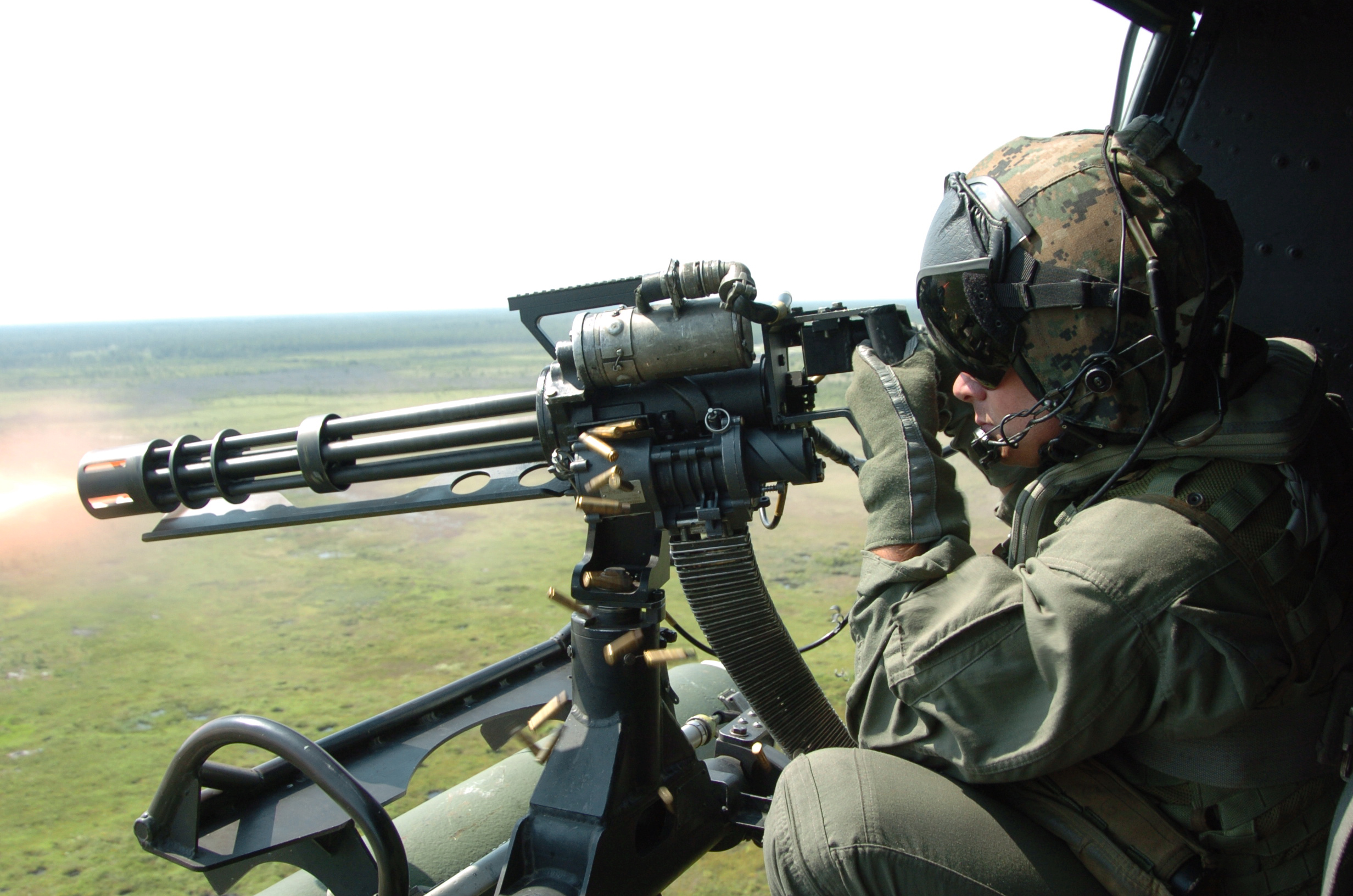
安装在UH-1N双休伊直升机上的GAU-17/A机枪

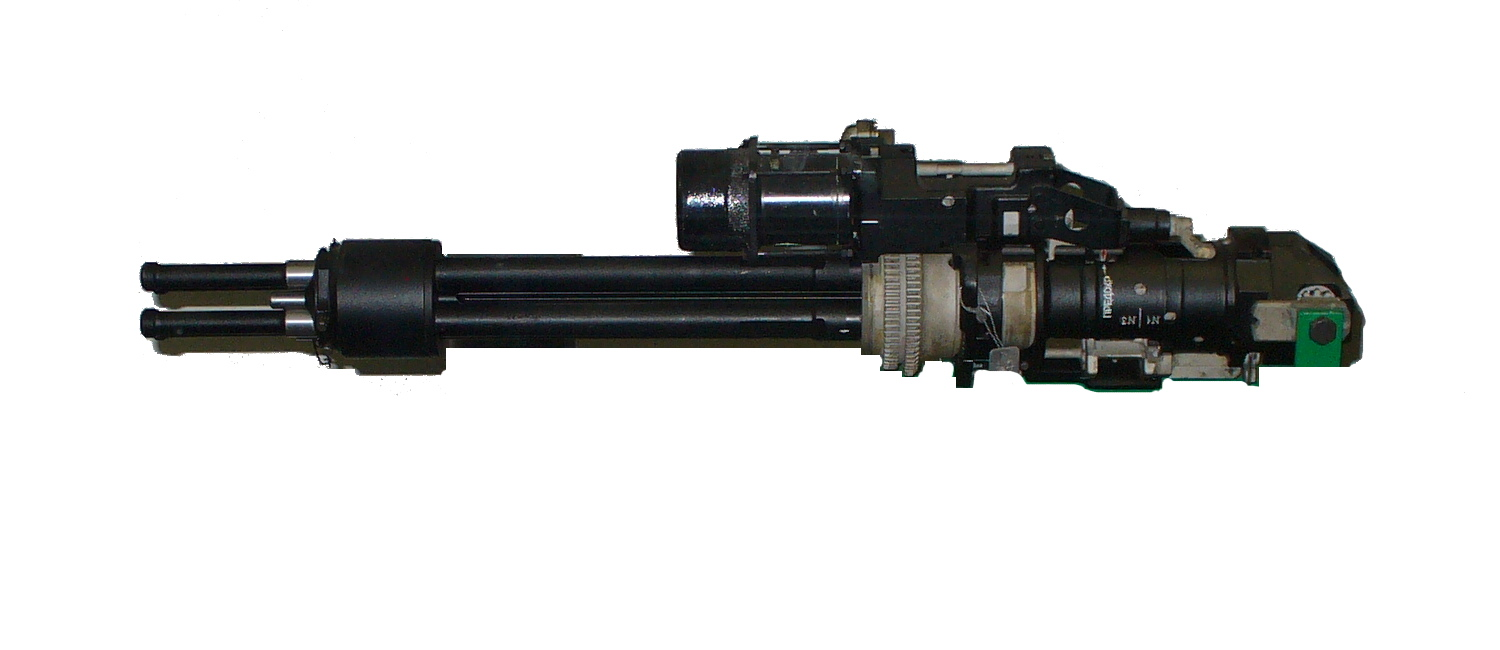
气动操作的GShG-7.62机枪

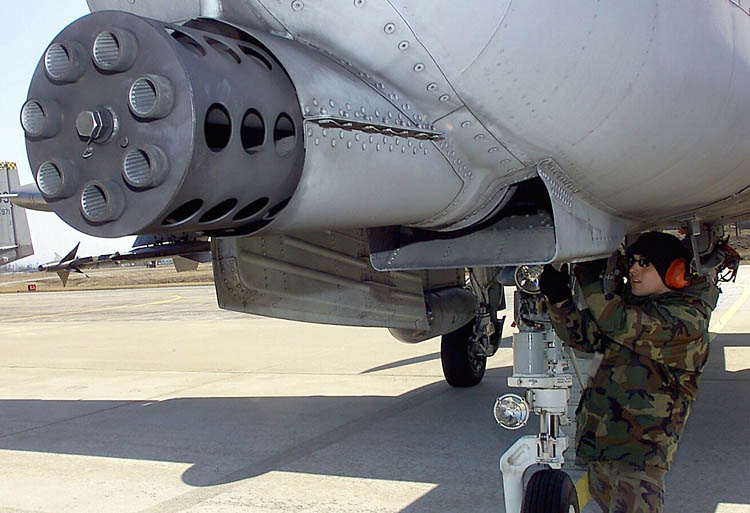
安装在A-10攻击机上的30毫米口径七管GAU-8“复仇者”机炮

旋管枪械（rotary-barrel firearm或rotary gun），其中口径大于20（0.79英寸）的型号也称旋管机炮（rotary cannon）或“加特林机炮”（Gatling cannon），是用数根平行枪管的共轴旋转进行依次射击达到超高射速的一类连发枪械，通常用来对一个区域进行压制性或拒止性的直射饱和攻击。旋管连发枪也使用弹链或弹匣供弹，每根枪管都和单管连发枪一样配有由凸轮推动的往复枪机进行上弹和退弹操作，因此每个枪管-枪机组都相当于一个独立的连发枪单元，区别在于旋管枪并没有真正的扳机来控制击发，因为枪机的运作状态（上膛、闭锁、击发、开膛、抽壳、待命）完全取决于其配组枪管当时所处的旋转位置，转到指定位置会自动触发射击，而且同一瞬间的各组枪管枪机的状态都相互不同。
最早出现的旋管枪械是手动摇杆驱动操作的加特林机枪，但因为战场的紧张气氛常常会使得射手过度紧张或兴奋导致摇速不稳定而造成卡壳或炸膛，加特林机枪也被之后出现的更可靠的马克沁机枪所取代，因而从战场上消失。直到第二次世界大战之后，因为有了运行更稳定的动力源系统，自动驱动的“加特林式”旋管枪械得以复兴。改进后的自动旋管武器的驱动力来源于电动机（“外力”，多为西方国家军队使用）或气动操作（“内力”，多为以前苏联为首的东方集团军队使用），用握把上的按钮开关启动枪管的转动射击。因为通常较为笨重，加上高射速造成后坐力叠加，步兵很难徒步使用，因此几乎所有的旋管枪械都需要固定在地面或安装在车辆、航空器、舰艇等较为稳固的载具平台上使用。

#### 手动旋管
最早出现的旋管机枪是加特林机枪（Gatling gun），由美国发明家理查·加特林（Richard Jordan Gatling，1818～1903）于1861年发明、1862年取得专利，是世界上第一种实用化的速射连发武器。初期的加特林机枪结构较为简单，使用枪体右侧的一个手摇转柄向前转动可以让六根枪管沿着（从射手视角的）顺时针方向旋转，每根枪管会依次在转到12点钟位置时会从顶部倒插的盒式弹匣中接收一发子弹，然后枪机随着继续旋转将子弹前推入膛，到4点钟位置时被压扣的击针得到释放击发子弹，之后到底部左侧（通常在7～8点钟位置）将用完空弹壳排出，然后枪管空转回到顶部去接收新的子弹。这种枪管依次运作的设计将整个射击流程分散开，有利于枪管散热和枪机的流畅运作；因为每根枪管是转到指定位置时就自动发射，枪械的射速在理论上是与旋转速度成正比而不取决于其他物理因素，在发明之处就拥有让人震惊的高达每分钟600发的射速；此外每次只有一根枪管会在射击，其它枪管的质量反而变成了抗衡后坐力的死重，因此加特林机枪每次射击所产生的相对后坐力其实要小于单管机枪。
加特林机枪首次使用于美国南北战争末期，曾被用来镇压1863年的纽约征兵暴动，但因为当时并不被联邦军看好，仅由军官用私人名义购买少量用于1864年6月至1865年4月间的彼得斯堡战役的堑壕战和少数炮舰上，直到1866年才成功说服军方正式服役。之后加特林机枪在北美印第安战争、压制匹兹堡的1877年铁路大罢工和19世纪末的美西战争和美菲战争中被大量使用，还曾在1885年通过军官的私人名义借给加拿大军队用来镇压西北地区路易·里尔领导的梅蒂人反叛。在南美洲，阿根廷总统巴托洛梅·米特雷曾在1867年4月专门指派公使多明戈·福斯蒂诺·萨米恩托从美国进口加特林机枪，秘鲁军队也曾在1879年底从美国购入加特林机枪用来在硝石战争中对付智利军队。同时欧洲殖民军也使用加特林机枪在中东和非洲镇压反抗的原住民（比如祖鲁人、贝都因人和马赫迪苏丹）。沙俄曾进口了400架加特林机枪来对付土库曼骑兵和其他中亚游牧部落。英国陆军首先在1873～1874年间的第三次英国-阿散蒂战争中使用加特林机枪，并进一步在1879年的祖鲁战争后期广泛使用；英国皇家海军则在1882年的英埃战争中使用了加特林机枪。加特林机枪也是清军（当时称为“格林快炮”）以及日军最早装备的机枪。

#### 自动旋管
在加特林机枪被操作更为稳定的后坐式/气动式单管机枪取代后的数十年间，虽然也有少数几种原型设计出现，但旋管武器大体上无人问津。在第一次世界大战期间，德意志帝国曾试用过一款外号“胡桃夹子”的8毫米口径12管福克-莱姆伯格机枪（Fokker-Leimberger），设计用电动机或航空发动机驱动，号称射速可以高达每分钟7200发（当时被许多人士怀疑是夸大的），但因为当时德国战时弹药的工艺问题，这款机枪的故障率频发一直到终战也没能服役。
第二次世界大战后，美国陆军航空军认定需要一款极高射速的改进型自动武器来应对敌方高速喷气式飞机的威胁，在采纳了纳粹德国空军使用的MG 151和MK 108航炮的设计经验后，决定需要一款可以使用爆炸弹头的大口径机炮弹药。在1946年6月，通用电气公司获得了美国军方的军工合同，启动了称为“火神计划”（Project Vulcan）的航炮研发项目。在研制过程中，弹药工程师想到了之前出现过的一些试作用电动机驱动的加特林式武器设计，就随后从当地博物馆中借来了一台1903年型号的电驱动加特林机枪，并在试验过程中让这款40多年的老枪短时间达到了每分钟5000发的射速。1949年，通用电气开始正式试验他们改造过第一款的加特林设计——T45（A型），取名“火神炮”（Vulcan Gun），用电动机驱动六根.60英寸（15）口径的枪管打出了每分钟2500发的射速。1950年，通用电气将首批10台T45机炮交给军方检验，随后在1952年移交了33台C型的T45，分别有.60英寸、20毫米和27毫米三种口径。在一系列测试后，20毫米的T171机炮被批准进一步研发。1956年，T171机炮被美国陆军和美国空军标准化，成为了M61火神式机炮。
电动或流体驱动的旋管武器之所以能够东山再起，其中一个主要原因就是可以承受极高射速的持续射击。一个射速为每分钟1000发的五管加特林式机枪，每根枪管所要承受的速射应力其实只有每分钟200发的水平，因枪管过热造成的故障风险要远远低于同样高射速的单管武器。此外，单管自动武器的枪机必须进行与射速的频率匹配的往复运动，这使得枪机卡壳的风险随着射速加快会递增；而旋管枪械的每个枪机则可以将操作过程分散到整个旋转周期。同时如果遇到哑弹，单管自动武器往往会因为失去动力来源而停止运作；而自动旋管武器因为驱动力大多来自于外部，即使出现哑弹也会被正常的旋转流程排出枪外，射击会遇到短暂间断但不会因此停止。这对高速飞行（因此无法随时停下来维修武器故障）的航空器来说尤为重要。